# 大荔之戎
大荔之戎，即大荔国，是由先秦華夏人群分裂出來的先秦西戎部落一支
西周末年，大荔之戎乘周室衰落之際东迁，进入關中東北一带建立的国家，分布在今陕西省洛河下游，都城在今陕西省大荔县东朝邑旧县东南。
春秋时期，兼并诸戎，筑城数十座，首领称王，和义渠都是西戎中强大的部落，为西戎八国之一。前461年（秦厉共公十六年），秦国发兵二万征伐大荔，攻取其王城，大荔国灭亡。

## 現代考證
台灣學者姚大中認為，被稱為西戎的部族在漢朝之後被改稱西羌，即羌族的前身。中華人民共和國學者黃烈也主張所有西戎族群皆為羌族。翦伯贊認為犬戎與其他西戎八國等皆出自羌族。